# گابریل بیبرون

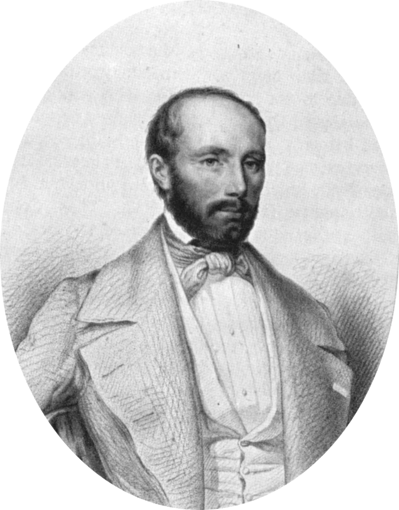

گابریل بیبرون (به فرانسوی: Gabriel Bibron) (زاده ۲۰ اکتبر ۱۸۰۵ - درگذشته ۲۷ مارس ۱۸۴۸ ) جانورشناس و خزنده‌شناس اهل فرانسه است.